# Édouard Hervé
Édouard Hervé (* 28. Mai 1835 in Saint-Denis (Réunion); † 4. Januar 1899 in Paris) war ein französischer Journalist und Mitglied der Académie française.

## Leben
Hervé war der Sohn eines Mathematiklehrers aus Nancy und einer bretonischen Mutter. Er wuchs auf der Insel Réunion auf, studierte kurzzeitig an der École normale supérieure und ging dann in den Journalismus. 1860 wurde er Mitarbeiter der von Alphonse de Calonne (1818–1902) gegründeten Zeitschrift La Revue contemporaine, wo er Jean-Jacques Weiss (1827–1891) kennenlernte, mit dem zusammen er 1867 das Journal de Paris schuf und 1873 die gemäßigt monarchistische (orléanistische) Tageszeitung Le Soleil (Die Sonne), die für 5 Centimes (= 1 Sou) verkauft wurde. Seine profunde Kenntnis der europäischen Außenpolitik und seine gut begründete Abwehrhaltung gegen Bismarck, dessen Kriege (und Siege) er vorausgesehen hatte, brachten ihm 1886 den Sitz Nr. 19 in der Académie française ein. Er starb 1899 im Alter von 63 Jahren.

## Werke
- Une page de l'histoire d'Angleterre. Les Élections de 1868. Le Cabinet Gladstone. La Réforme de l'Église d'Irlande. Sauton, Paris 1869.
- La crise irlandaise depuis la fin du XVIIIe siècle jusqu’à nos jours. Hachette, Paris 1885.
- (postum) Jacques Hervé de Kerohant (Hrsg.): Trente Ans de politique. Quelques articles et discours. Calmann Lévy, Paris 1899.